# Rob Kaman
Rob Kaman (Ámsterdam, 5 de junio de 1960-Skópelos, 30 de marzo de 2024) fue un luchador neerlandés de  kickboxing que fue nueve veces campeón mundial de kickboxing y muay thai. A menudo lo llamaban "Mr. Low Kick" debido a sus temidas patadas bajas que usaba para preparar sus devastadores ataques ofensivos.

## Biografía
Kaman nació en Ámsterdam el 5 de junio de 1960. A los dieciséis años se interesó por las artes marciales y comenzó a entrenar en Pencak Silat. Dos años después, presenció una pelea con el kickboxer Lucien Carbin, tras lo cual comenzó a entrenar muay thai y kickboxing en Mejiro Gym con Jan Plas.
En 1980, se convirtió en un caza clase A en los Países Bajos. Ganó la mayoría de sus peleas por K.O. El punto de inflexión para él fue su pelea con Blinky Rodríguez, primo de Benny Urquidez. Kaman lo noqueó en el segundo asalto con una patada baja. Ese fue su avance internacional. A partir de entonces, Kaman comenzó a luchar en Tailandia.
Su primera pelea en Tailandia fue contra Dennoi, campeón local. Kaman ganó por K.O. y se le pidió que peleara contra Lakchart, un campeón tailandés, en Bangkok.
El 23 de septiembre de 1983 luchó contra John Moncayo por el título mundial de kickboxing de la WKA. Kaman lo noqueó en el tercer asalto con una patada baja y se convirtió en el primer campeón mundial europeo de kickboxing de la WKA.

## Palmarés
- IKBF Full Contact Light Heavyweight World Champion
- 1983–87: WKA Full Contact Middleweight World Champion
- 1984: PKA Full Contact European Champion
- 1988–89: WKA Full Contact Light Heavyweight World Champion
- 1989–90: WKA Full Contact Light Heavyweight World Champion
- 1990: IMTF Muay Thai Light Heavyweight World Champion
- 1992: WKA Full Contact Super Light Heavyweight World Champion
- 1992: ISKA Full Contact Super Middleweight World Champion
- 1992–94: ISKA Oriental Rules Light Heavyweight World Champion
- 1995: K-2 France Grand Prix ’95 Champion